# Il libro di Daniele
Il libro di Daniele (The Book of Daniel) è un film del 2013 diretto da Anna Zielinski.
Il film narra la storia del Libro di Daniele contenuto nella Bibbia, con Robert Miano nel ruolo dell'anziano profeta Daniele.

## Trama
Daniele, ormai anziano, si reca da Ciro il Grande per raccontare a lui e a Creso le vicende dell'esilio babilonese degli ebrei sotto i regni di Nabucodonosor, Baldassar e Dario il Grande. Daniele rivela a Ciro che lui, il quarto sovrano, è stato prescelto da Dio per porre fine all'esilio degli ebrei e far ricostruire il Tempio di Gerusalemme.